# Gestión de ingresos

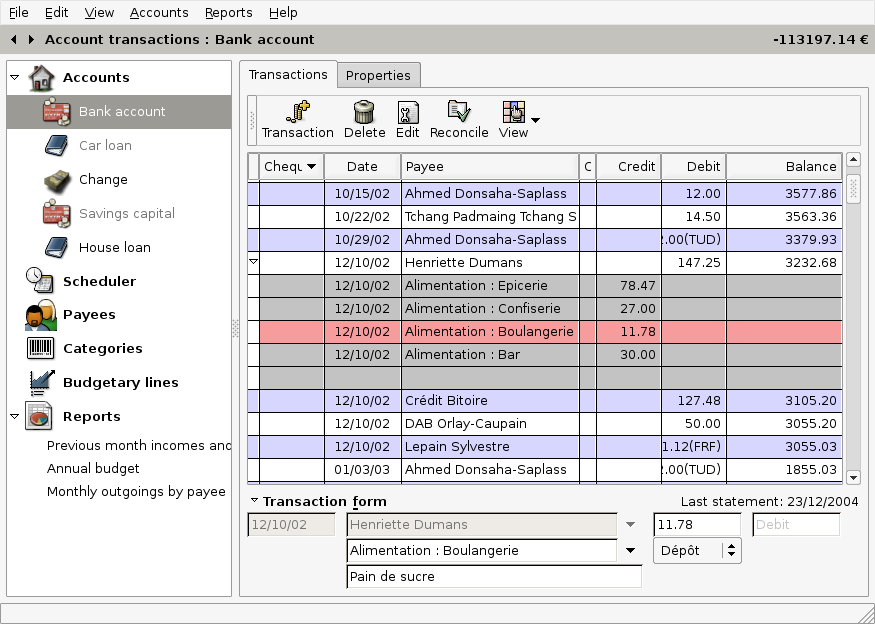
Captura de pantalla de Gris Tbi

gestión de ingresos (en inglés: revenue management) es la aplicación disciplinada de herramientas analíticas que predicen el comportamiento del consumidor en un nivel de micro mercado y optimiza, la disponibilidad y precio del producto para maximizar el crecimiento de los ingresos. El objetivo principal de la gestión de ingresos, es la venta del producto adecuado al cliente adecuado, en el momento adecuado, al precio correcto y en el canal correcto. La esencia de esta disciplina es la comprensión de la percepción del valor del producto por parte de los clientes, alineando con precisión a los precios de los productos, la colocación y disponibilidad para cada segmento de clientes. Todo esto soportado en una cultura organizacional basada en la analítica.

## Importancia
Las empresas se enfrentan a decisiones importantes sobre qué, cuándo, a quién vender y por cuánto. La gestión de ingresos utiliza la táctica y la estrategia para responder a estas preguntas basadas en datos con el fin de aumentar los ingresos. La gestión de ingresos es una disciplina que combina la minería de datos y la investigación de operaciones con la estrategia, la descripción del comportamiento del cliente y la asociación con la fuerza de ventas. El profesional de gestión de ingresos debe ser analítico y orientado al detalle, capaz de pensar en la estrategia y la relación de la gestión con las ventas.

## Historia
La gestión de ingresos se inició en la industria aérea a finales de la década de 1970. Posteriormente, a mediados de los 80, se amplió a otras industrias de la hospitalidad, tales como hoteles, donde los primeros adoptantes comenzaron a aplicarla. A partir de entonces, la gestión de ingresos es una de las áreas más estudiadas en el campo de la hospitalidad, y el interés de la investigación se centra principalmente en cuestiones particulares, como el análisis del concepto de gestión de ingresos y su desarrollo en los modelos de implementación.[cita requerida]
Actualmente, el concepto de gestión de ingresos sigue siendo válido en otros contextos de la hospitalidad, como restaurantes, spas, campos de golf de la industria, Ski Resorts, entre otros. Además, se comenzó a integrar la gestión de ingresos a otros departamentos, como las actividades de ventas y marketing. Esta integración se basa en las necesidades para crear la demanda, gestionar el rendimiento de dicha demanda y las necesidades para hacer un trabajo mejor de integración de las fuentes de datos más allá de las reservas, en las decisiones de fijación de precios y los sistemas de fijación de precios basados en la necesidad de incluir los precios a nivel de mercado. Ya no es posible considerar la gestión de ingresos como una función exclusiva de la zona de recepción que ahora involucra a muchas otras áreas de gestión como las finanzas. Todas las tendencias mencionadas y las funciones tradicionales de gestión de ingresos se admite que sistema RMS ayudan a los gerentes a optimizar el tiempo y estar más centrados en el análisis de la información más que en la tramitación de las operaciones manuales.[cita requerida]

## Elementos Clave

### Precio
Este elemento de la gestión de ingresos implica la redefinición de la estrategia de precios y el desarrollo de tácticas disciplinadas de precios. El objetivo clave de una estrategia de precios es anticipar el valor creado para los clientes y luego la fijación de precios específicos para capturar ese valor. Una empresa puede decidir aplicar unos precios basado en precios de sus competidores o incluso de sus propios productos, pero el mayor valor proviene de las estrategias de precios que siguen de cerca las condiciones del mercado y de la demanda, sobre todo a nivel de segmentos. Una vez que una estrategia de precios dicta lo que una empresa quiere hacer, las tácticas de precios determinan cómo una compañía realmente captura el valor. Tácticas implican la creación de herramientas de fijación de precios que cambian dinámicamente, con el fin de reaccionar a los cambios y continuamente capturar valor y obtener ingresos. La optimización de precios, por ejemplo, implica la constante optimización de múltiples variables como la sensibilidad a los precios, las relaciones de precios, y el inventario para maximizar los ingresos. Una exitosa estrategia de precios, con el apoyo de las tácticas de fijación de precios basados analíticamente, puede mejorar drásticamente la rentabilidad de una empresa.

### Inventario
Cuando se centra en el control de inventario, la gestión de ingresos se refiere principalmente a la mejor forma de fijar el precio o asignar capacidad. En primer lugar, una empresa puede descontar los productos con el fin de aumentar el volumen. Al bajar los precios de los productos, una empresa puede superar la débil demanda y ganar cuota de mercado, lo que aumenta los ingresos en última instancia, siempre que cada producto se venda por más de su coste marginal. Por otra parte, en situaciones donde la demanda es fuerte para un producto, pero hay la amenaza de cancelaciones que se avecinan (por ejemplo, habitaciones de hotel o las plazas de avión), las empresas a menudo dan exceso de reservas a fin de maximizar los ingresos de su capacidad total. El enfoque de sobreventa es aumentar el volumen total de las ventas en presencia de cancelaciones en lugar de optimizar el mix de clientes.

## Mercadotecnia y uso en las industrias
La promoción por precios permite a las empresas vender mayores volúmenes al disminuir temporalmente el precio de sus productos. Técnicas de gestión de ingresos miden la capacidad de respuesta del cliente a las promociones con el fin de lograr un equilibrio entre el crecimiento de volumen y rentabilidad. Una promoción eficaz ayuda a maximizar los ingresos cuando existe incertidumbre acerca de la distribución de la disposición del cliente para pagar. Por ejemplo, cuando los productos de la compañía se venden en forma de contratos a largo plazo, tales como Internet o servicio telefónico, el uso de promociones ayuda a atraer a los clientes a comprometerse con contratos y generar ingresos en un horizonte de tiempo a largo plazo. Cuando esto ocurre, las empresas no solo tienen que elaborar estrategias de sus políticas de lanzamientos de promoción, sino que también deben decidir cuándo comenzar con el aumento de las tarifas de los contratos y a qué magnitud elevar las tarifas con el fin de evitar la pérdida de clientes. La optimización de la gestión de ingresos demuestra la utilidad en el equilibrio de las variables de lanzamiento de promoción, con el fin de maximizar los ingresos y reducir al mínimo la rotación.
Industrias como el sector hotelero, transporte terrestre y aéreo, cines, estacionamientos, telecomunicaciones, restaurantes, así como servicios educativos, de salud y financieros tienen en común diferentes factores que los hacen particularmente atractivos para la aplicación del Revenue Management.
- Inventario perecible y fijo en el corto plazo. En la mayoría de estas industrias su inventario debe ser expresado sobre una referencia de tiempo (que es el recurso más perecible que tenemos).
- La demanda debe poder ser identificable, medible y segmentable. En la medida en que existan diversos tipos de clientes, existirá un gran beneficio de identificar su disposición máxima de pago y capturarla a través de una estrategia fina.
- Los costos fijos son bastante superiores a los variables. Estas industrias tienen en común que el costo de vender una unidad adicional es sustancialmente menor al costo promedio.[7]

### Canales
La gestión de ingresos a través de canales implica la conducción estratégica de ingresos a través de diferentes canales de distribución. Los diferentes canales pueden representar clientes con diferentes sensibilidades de los precios. Por ejemplo, los clientes que compran en línea suelen ser más sensibles a los precios que los clientes que realizan sus compras en una tienda física. Los distintos canales a menudo tienen diferentes costos y márgenes asociados a esos canales. Cuando se enfrentan con múltiples canales a los minoristas y distribuidores, las técnicas de gestión de ingresos pueden calcular los niveles apropiados de los descuentos que ofrecerán las empresas a los distribuidores a través de tarifas opacas, para empujar más productos sin perder la integridad con respecto a la percepción pública de calidad.

## Proceso de gestión de ingresos

### La recolección de datos
El proceso de gestión de ingresos inicia con la recolección de datos. Los datos pertinentes son fundamentales para la capacidad de un sistema de gestión de ingresos para proporcionar información precisa. Un sistema debe recoger y almacenar los datos históricos para el inventario, los precios, la demanda y otros factores causales. Cualquier dato que refleja los detalles de los productos ofrecidos, su precio, la competencia y el comportamiento del cliente debe ser recogida, almacenada y analizada. En algunos mercados, los métodos de recolección de datos especializadas han surgido rápidamente al servicio del sector en cuestión, y en ocasiones incluso se han convertido en una norma. En la Unión Europea, por ejemplo, la Comisión Europea se asegura de que las empresas y los gobiernos se adhieran a las normas comunitarias sobre la competencia justa, dejando al mismo tiempo espacio para la innovación, las normas unificadas, y el desarrollo de las pequeñas empresas. Para apoyar esto, fuentes de terceros se utilizan para recopilar datos y tomar sólo promedios disponibles para fines comerciales, como es el caso del sector hotelero - en Europa y la región del Medio Oriente y África del Norte, donde la clave indicadores operativos se controlan, como Porcentaje de Ocupación (OCC), Normal Tarifa Diaria (ADR) y el ingreso por habitación disponible (RevPAR).Los datos son suministrados directamente por las cadenas hoteleras y grupos (así como propiedades independientes) y los promedios de referencia son producidos por mercado directo (juego competitivo) o más amplio de mercado. Estos datos también se utiliza para la presentación de informes financieros, las tendencias de pronósticos y con fines de desarrollo. Información sobre el comportamiento de los clientes es un activo valioso que puede revelar patrones de consumo de conducta, el impacto de las acciones de los competidores, y otra información importante mercado. Esta información es crucial para iniciar el proceso de gestión de ingresos.[cita requerida]

### Segmentación
Después de recoger los datos pertinentes, la segmentación del mercado es la clave para los precios y la maximización de ingresos basado en el mercado. El éxito depende de la capacidad de segmentar a los clientes en grupos similares sobre la base de un cálculo de la sensibilidad al precio de los clientes para determinados productos sobre la base de las circunstancias de tiempo y lugar. La gestión de ingresos se esfuerza por determinar el valor de un producto a un micro mercado muy estrecho en un momento específico en el tiempo y luego trazar el comportamiento del cliente en el margen para determinar el ingreso máximo obtenible de los micro-mercados. Herramientas útiles tales como el análisis de conglomerados permiten a gestores de ingresos crear un conjunto de técnicas de separación basadas en los datos que se reúnen grupos interpretables de objetos juntos para su consideración. La segmentación del mercado basado en el comportamiento del cliente es esencial para el siguiente paso, que es la previsión de la demanda asociada a los segmentos agrupados.[cita requerida]

### Pronósticos
La gestión de ingresos requiere la previsión o pronóstico de diversos elementos tales como la demanda, la disponibilidad de inventario, la cuota de mercado, y el mercado total. Su rendimiento depende fundamentalmente de la calidad de estas previsiones o pronósticos. Estos son una tarea fundamental de la gestión de ingresos, y se necesita mucho tiempo para desarrollarlos, mantenerlos y ponerlos en práctica. Provisiones basadas en la cantidad, que utilizan modelos de series de tiempo, curvas, curvas cancelación de reserva, etcétera, permiten proyectar cantidades de la demanda futura, tales como reservas o productos que se comprarán. Las previsiones basadas en los precios tratan de pronosticar la demanda en función de las variables de mercadotecnia, como el precio o la promoción. Estos implican la construcción de predicciones especializadas tales como modelos de respuesta de mercado o estimaciones de la elasticidad-precio cruzada capaces de predecir el comportamiento del cliente en ciertos puntos de precio. Mediante la combinación de estas previsiones con las sensibilidades de precios calculados y relaciones de precios, un sistema de gestión de ingresos puede cuantificar entonces estos beneficios y desarrollar estrategias de optimización de precios para maximizar los ingresos.[cita requerida]

### Optimización
Si bien el pronóstico sugiere lo que es probable que hagan los clientes, la optimización sugiere cómo debe responder una empresa. A menudo considerado el pináculo del proceso de la gestión de ingresos, con la optimización se trata de evaluar varias opciones sobre cómo vender su producto y a quién vender su producto. La optimización consiste en la resolución de dos problemas importantes con el fin de lograr los mayores ingresos posibles. La primera es determinar qué función objetivo a optimizar. Una empresa debe decidir entre los precios de la optimización de las ventas totales, márgenes de contribución o incluso los valores de toda la vida del cliente. En segundo lugar, la empresa debe decidir qué optimización técnica utilizar. Por ejemplo, muchas empresas utilizan la programación lineal, una técnica compleja para determinar el mejor resultado de un conjunto de relaciones lineales, para fijar los precios con el fin de maximizar los ingresos. El análisis de regresión, otro instrumento estadístico, consiste en encontrar la relación ideal entre varias variables a través de modelos y análisis complejos. Modelos de elección discreta pueden servir para predecir el comportamiento del cliente con el fin de dirigirse a ellos con los productos adecuados para el precio correcto. Herramientas como éstas permiten a una empresa optimizar su oferta de productos, niveles de inventario, y los puntos de fijación de precios con el fin de lograr los mayores ingresos posibles.[cita requerida]

### Revaluación dinámica
La gestión de ingresos requiere que una firma revalúe continuamente sus precios, productos y procesos con el fin de maximizar los ingresos. En un mercado dinámico, un sistema eficaz de gestión de ingresos revalúa constantemente las variables que intervienen, a fin de avanzar de forma dinámica con el mercado. Considerando que los micromercados evolucionan, la estrategia y las tácticas de gestión de ingresos deben ajustarse también.[cita requerida]